# 対馬市立大船越中学校
対馬市立大船越中学校（つしましりつ おおふなこしちゅうがっこう, Tsushima City Ofunakoshi Junior High School）は長崎県対馬市美津島町大船越にある公立中学校。通称「船中（ふなちゅう）」。

## 概要
歴史
1947年（昭和22年）の学制改革の際に、旧・大船越国民学校の高等科および大船越青年学校が改組され、「船越村立大船越中学校」が開校した。2012年（平成24年）に創立65周年を迎えた。
校区
住所表記で対馬市美津島町の後に「大船越、久須保（くすぼ）、女護島（めごしま）、玉調（おおつき）、犬吠（いぬぼえ）、緒方（おかた）、島山（しまやま）、大山（おやま）」の続く地域。小学校区は対馬市立大船越小学校、対馬市立美津島北部小学校。

## 沿革
- 1947年（昭和22年）4月1日 - 学制改革（六・三制の実施）
  - 旧・大船越国民学校の初等科が改組され、船越村立大船越小学校となる。
  - 旧・大船越国民学校の高等科と旧・青年学校が改組され、「船越村立大船越中学校」（新制中学校）となり、小学校に併設。
- 1955年（昭和30年）4月1日 - 美津島町の発足により、「美津島町立大船越中学校」に改称。
- 1956年（昭和31年）5月11日 - 校舎が完成。
- 1974年（昭和49年）4月1日 - 大船越小学校との併設を解消し、独立。
- 2004年（平成16年）3月1日 - 対馬市の発足により、「対馬市立大船越中学校」（現校名）に改称。

## アクセス
最寄りのバス停
- 対馬交通 「大船越」バス停

最寄りの空港
- 対馬空港

最寄りの国道・県道
- 国道382号

## 周辺
- 対馬市立大船越小学校
- 大船越郵便局